# 上総大久保駅
上総大久保駅（かずさおおくぼえき）は、千葉県市原市大久保にある、小湊鉄道線の駅である。

## 歴史
- 1928年（昭和3年）5月16日：開業[1]。
- 1956年（昭和31年）：無人駅となる。

## 駅構造
単式ホーム1面1線を有する地上駅。待合所がホーム上にあるのみで駅舎はなく、無人駅となっている。待合所には、地元の小学生による絵が描かれている。2014年（平成26年）に建築家ユニットCLIPの設計による公衆トイレ「森の入口」が設置された。駅前には公衆電話が設置されている。

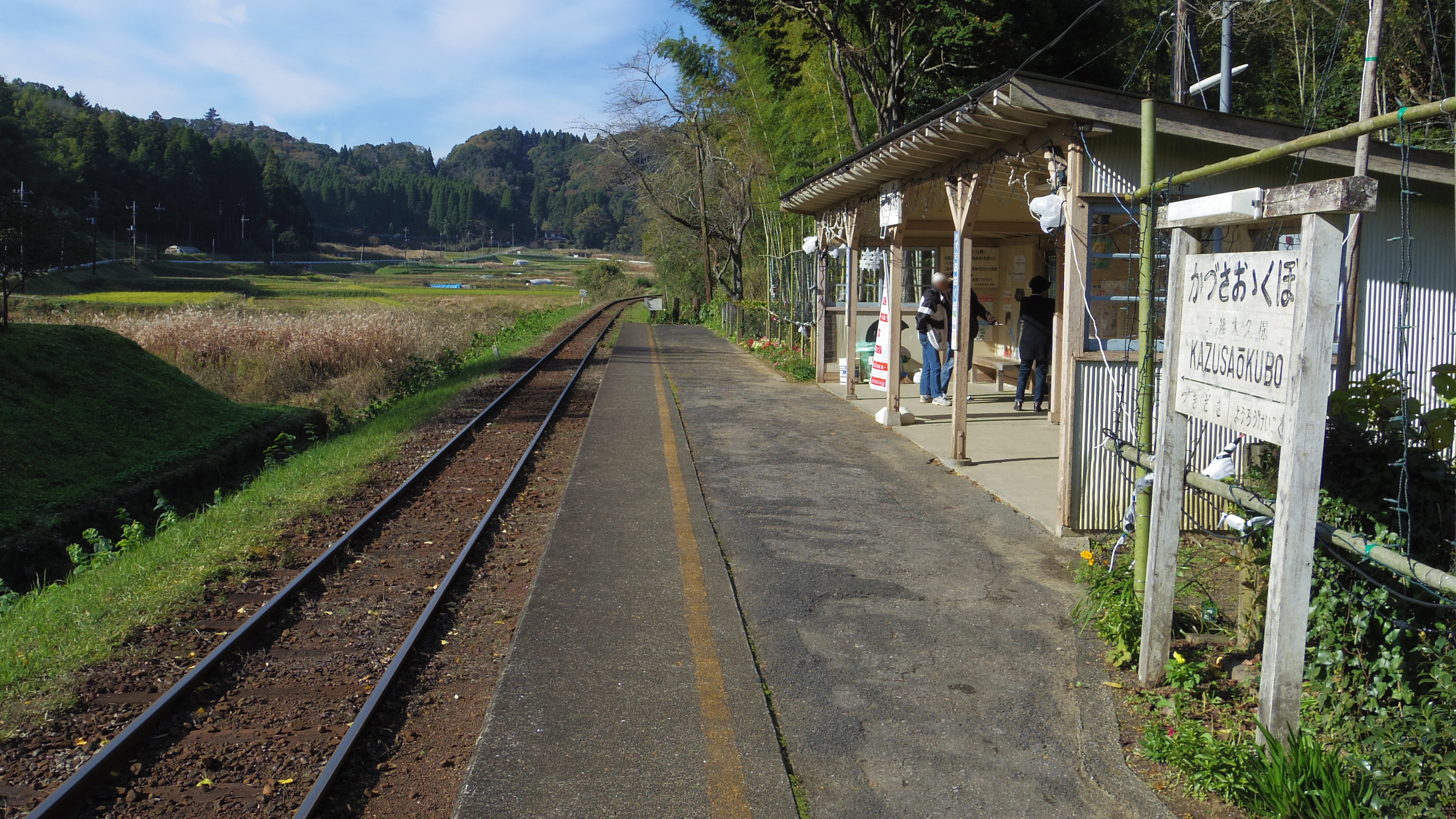
駅ホーム（2015年11月）
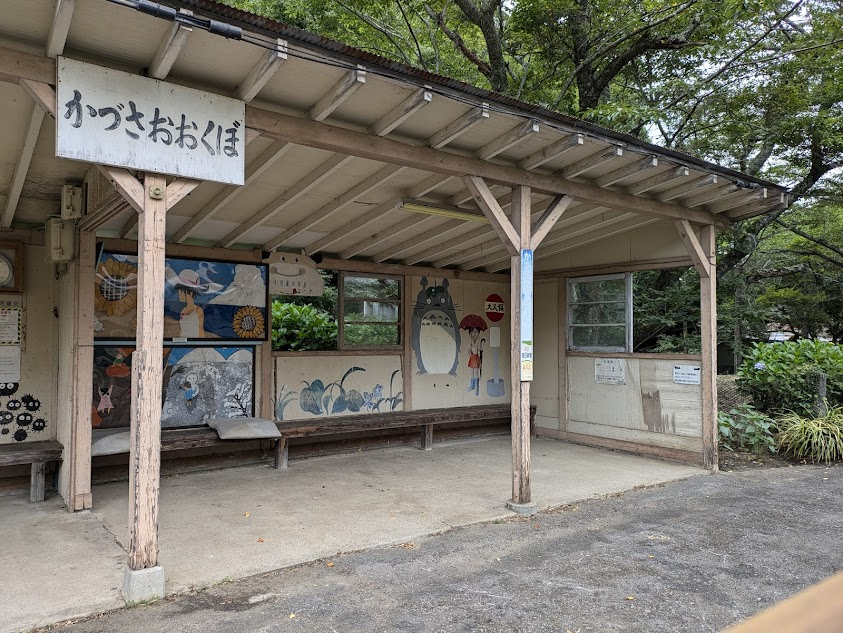
駅名看板（2024年6月）※駅名表記が「ず」ではなく「づ」の仮名使い
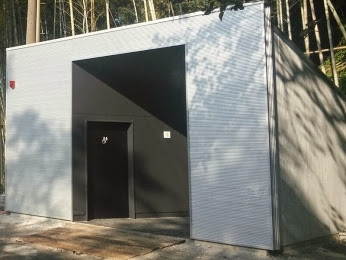
公衆トイレ「森の入口」（2015年4月）

## 利用状況
2022年度の1日の平均乗車人員は4人である。
近年の一日平均乗車人員推移は下表の通り。
| 乗車人員推移     | 乗車人員推移      | 乗車人員推移 |
| 年度             | 一日平均 乗車人員 | 備考         |
| ---------------- | ----------------- | ------------ |
| 1986（昭和61年） | 170               | [ * 2 ]      |
| 2007（平成19年） | 34                | [ * 3 ]      |
| 2008（平成20年） | 34                | [ * 4 ]      |
| 2009（平成21年） | 32                | [ * 5 ]      |
| 2010（平成22年） | 29                | [ * 6 ]      |
| 2011（平成23年） | 23                | [ * 7 ]      |
| 2012（平成24年） | 8                 | [ * 8 ]      |
| 2013（平成25年） | 10                | [ * 9 ]      |
| 2014（平成26年） | 12                | [ * 10 ]     |
| 2015（平成27年） | 14                | [ * 11 ]     |
| 2016（平成28年） | 14                | [ * 12 ]     |
| 2017（平成29年） | 12                | [ * 13 ]     |
| 2018（平成30年） | 8                 | [ * 14 ]     |
| 2019（令和元年） | 7                 | [ * 15 ]     |
| 2020（令和02年） | 5                 | [ * 16 ]     |
| 2021（令和03年） | 4                 | [ * 17 ]     |
| 2022（令和04年） | 4                 | [ * 1 ]      |

## 駅周辺
駅周辺は山に囲まれており、西側には田園地帯が広がる。駅北側の県道沿いに住宅が点在する。
過去には駅ホームの反対側（南側）の丘の上に旧市原市立白鳥小学校があったため、当駅が小学生の通学に利用されていた。同校は2013年に加茂学園として統廃合されたが、廃校後も校舎は残されており、芸術祭「いちはらアート・ミックス」の会場などとして活用されている。
- 千葉県道32号大多喜君津線
- 千葉県道81号市原天津小湊線
- 市原市白鳥公民館
- 加茂郵便局
- 千葉県畜産総合研究センター 市原乳牛研究所
- 市原市国本の湧き水
- 大久保不動滝
- 茂平の滝（えさまの滝）
- ゴルフ5カントリーオークビレッヂ[3]（アルペンが運営するゴルフ場）

## 隣の駅
小湊鉄道
■小湊鉄道線
月崎駅 - 上総大久保駅 - 養老渓谷駅